# Эмбюрен
Эмбюрен (нем. Embühren) — община в Германии, в земле Шлезвиг-Гольштейн. 
Входит в состав района Рендсбург-Экернфёрде. Подчиняется управлению Ефенштедт.  Население составляет 233 человека (на 31 декабря 2010 года). Занимает площадь 7,45 км².